# Villa Ker Souveraine
La villa Ker Souveraine est une villa située à Pornichet, dans le département de la Loire-Atlantique, en France.

## Description
La villa Ker Souveraine (1925) dite aussi villa Rose ou villa des Sirènes, est de style néoclassique italien, construite par les architectes Georges Vachon (plans et maîtrise d'œuvre) — également à l'origine de la villa Clair Refuge à La Baule-les Pins — et Adrien Grave (décoration intérieure). Sa façade est ornée de quatre sirènes.

## Localisation
La villa est située sur le front de mer, sur le côté pair du boulevard des Océanides qui longe la plage des Libraires, lui-même bordant la baie du Pouliguen.

## Historique
En 1925, un architecte au Pouliguen, Henri Godivier, est appelé par Suzanne de La Noue pour construire une villa de style néoclassique italien. Celle-ci habite Paris, avenue Mac-Mahon, et signe parfois ses courriers du titre de « Comtesse ». Elle aurait été la maîtresse de Lucien Rosengart, fondateur de la firme automobile Rosengart, qui lui aurait fait découvrir la région de La Baule et aurait financé la construction de sa villa.
Godivier fait alors appel à un confrère local Georges Vachon, pour le seconder, mais abandonne le chantier car appelé sur d'autres commandes, et laisse à Vachon le soin d'achever les travaux. Or ce dernier entretient de mauvais rapports avec Mme de La Noue, et c'est finalement un autre architecte local qui finit les travaux de décoration intérieure : Adrien Grave.
En 1938, Suzanne de La Noue revend la villa à Sénateur Colombel, propriétaire des laboratoires pharmaceutiques de l’Urodonal. Celui-ci y accueille des amis tels que Léon Blum (en 1939), et le roi d’Espagne Alphonse XIII. À sa mort, après la Seconde Guerre mondiale, sa veuve revend la villa à la famille De Carbon, des industriels  qui sont à l’origine du principe des amortisseurs automobiles actuels. Il fait peindre alors tous les motifs de la façade en rose.
La villa est inscrite au titre des monuments historiques en 2002, et, retrouvant sa blancheur originelle, elle est divisée en plusieurs appartements.